# Відв'язні канікули
«Відв'язні канікули» (англ. Spring Breakers, дослівно укр. Весняні порушники) — американська кримінальна драма режисера Гармоні Коріна (був також сценаристом), що вийшла 2013 року.
Продюсерами були Шарль-Марі Антоніоз, Джордан Ґертнер та інші. Вперше фільм продемонстрували 5 вересня 2012 року в Італії на Венеційському кінофестивалі.
В Україні прем'єра фільму відбулась 21 березня 2013 року.

## Сюжет
| Чотири учениці коледжу були найкращими подругами, починаючи зі шкільної лави. Тепер вони живуть у нудному гуртожитку і жадають пригод. Попереду весняні канікули, і дуже хочеться провести їх весело і незабутньо. Дівчата вирішують заробити грошей, щоб вистачило відірватися по повній. Правда, спосіб заробітку грошей героїні вибирають не зовсім звичайний. Доля зводить їх з одним вельми сумнівним типом, торговцем наркотиками і зброєю, і це знайомство обіцяє надати їм масу гострих відчуттів, на які вони вже не могли й сподіватися. Як далеко здатні зайти дівчини, щоб отримати канікули, які, вже будьте впевнені, вони ніколи не забудуть? |

## У ролях
| Актор           | Персонаж            | Роль                   |
| --------------- | ------------------- | ---------------------- |
| Джеймс Франко   | Чужий (англ. Alien) | репер                  |
| Ванесса Гадженс | Кенді (англ. Candy) | одна з учениць коледжу |
| Ешлі Бенсон     | Брит (англ. Brit)   | одна з учениць коледжу |
| Селена Гомес    | Фейт (англ. Faith)  | одна з учениць коледжу |
| Рейчел Корін    | Котті (англ. Cotty) | одна з учениць коледжу |
| Gucci Mane      | Арчі (англ. Archie) | конкурент Чужого       |
| Гезер Морріс    | Бесс (англ. Bess)   |                        |

## Сприйняття

### Критика
Фільм отримав загалом позитивно змішані  відгуки: Rotten Tomatoes дав оцінку 68% на основі 107 відгуків від критиків (середня оцінка 6,4/10) і 57% від глядачів із середньою оцінкою 3,2/5 (16,919 голосів), Internet Movie Database — 6,6/10 (7 009 голосів), Metacritic — 62/100 (38 відгуків критиків) і 6,2/10 від глядачів (53 голоси).

### Касові збори
Під час показу протягом першого (вузького, зі 15 березня 2013 року) тижня фільм показали у 3 кінотеатрах і він зібрав $263,002, що на той час дозволило йому зайняти 27 місце серед усіх прем'єр. Наступного (широкого, зі 25 березня 2013 року) тижня фільм показали у 1,104 кінотеатрах і він зібрав $4,858,944 (6 місце). Показ, станом на 25 березня 2013 року, триває 11 днів (1,6 тижня) і зібрав у прокаті у США $5,806,997, а у світі — $2,750,861, тобто $8,557,858 загалом при бюджеті $2 млн.

### Нагороди і номінації[9]
| Рік  | Нагорода                   | Категорія                                  | Номінант      | Результат |
| ---- | -------------------------- | ------------------------------------------ | ------------- | --------- |
| 2012 | Венеційський кінофестиваль | Цифрова нагорода майбутнього кінофестивалю | Гармоні Корін | Перемога  |
| 2012 | Венеційський кінофестиваль | Золотий лев                                | Гармоні Корін | Номінація |